# Euonymus chengiae
Euonymus chengiae är en benvedsväxtart som beskrevs av J.S. Ma. Euonymus chengiae ingår i släktet Euonymus och familjen Celastraceae. Inga underarter finns listade.